# Cruranthura furneauxi
Cruranthura furneauxi är en kräftdjursart som först beskrevs av Gary C.B. Poore 1981.  Cruranthura furneauxi ingår i släktet Cruranthura och familjen Paranthuridae. Inga underarter finns listade i Catalogue of Life.